# Долина гейзеров
Доли́на ге́йзеров — одно из наиболее крупных гейзерных полей в мире. Долина гейзеров расположена на Камчатке в Кроноцком государственном биосферном заповеднике.
Она представляет собой глубокий каньон реки Гейзерной, в бортах которого на площади около 6 км² находятся многочисленные выходы гейзеров, горячих источников, грязевых котлов, термальных площадок, водопадов и озёр. На этой ограниченной по размерам территории наблюдается аномально высокое биоразнообразие и высокая контрастность природных условий и микроклимата.
Долина гейзеров труднодоступна, на её территории действует заповедный режим. Её экосистема является уникальной для России и весьма уязвимой для внешних воздействий, поэтому ведётся постоянный экологический мониторинг состояния природного комплекса, рекреационная нагрузка жёстко нормируется.
С 1992 года сюда туристическими фирмами по договору с заповедником организовываются вертолётные экскурсии, действует строгая система правил и требований по организации экскурсий в целях сохранения равновесия экосистемы. В 2008 году по результатам голосования Долина гейзеров вошла в список семи чудес России.
В 2007 году после того, как на регион обрушились ливни, сошёл оползень, на месте Долины гейзеров образовалась запруда. В 2013 году сильные дожди способствовали возрождению природного памятника. Новый оползень разрушил естественную плотину, освободив источники. Когда вода спала, гейзеры вновь забили.

## Географическое положение
Долина гейзеров находится на территории Камчатского края Российской Федерации. Пространственно она расположена в пределах Восточного хребта, в глубоко эродированной юго-восточной части Узон-Гейзерной кальдеры, которая является частью бассейна реки Гейзерной — притока реки Шумной.

## Общая характеристика

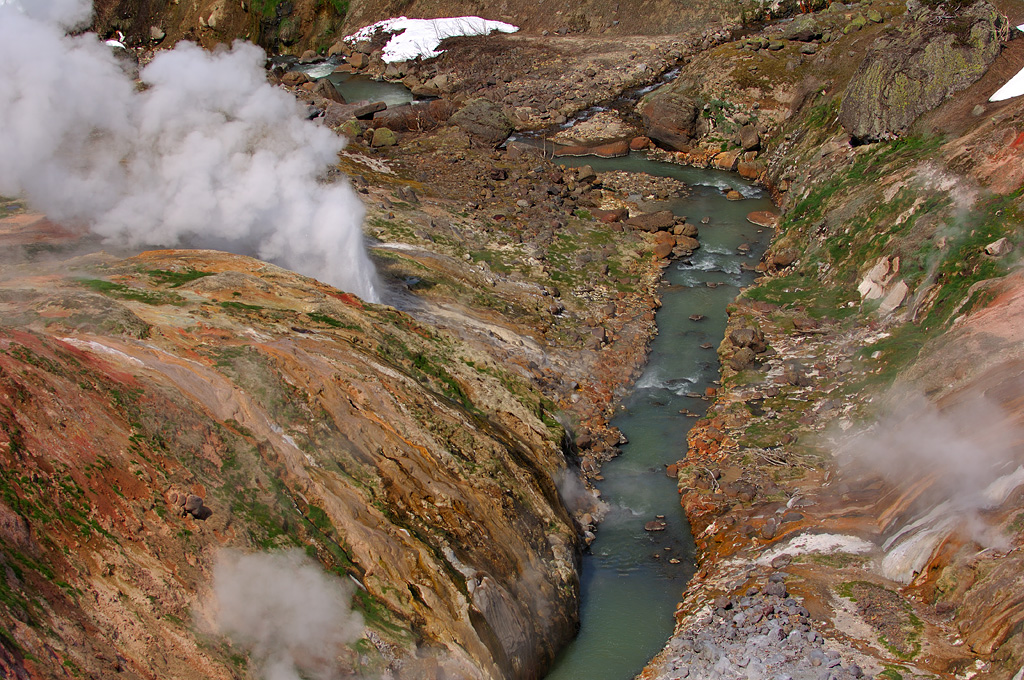
Река Гейзерная

В долине реки Гейзерной есть три обособленные группы термальных источников:
- Кихпинычевская группа — в истоках реки, на склонах вулкана Кихпиныч, с термальными источниками кислого состава и слабым дебитом, и с фумаролами;
- Верхнегейзерная группа — на участке реки с юго-восточным простиранием, с активной фумарольной деятельностью;
- Собственно Гейзерная группа — на отрезке реки в её нижнем течении, где сосредоточена основная масса термальных источников и все гейзеры. Её обычно и называют Долиной гейзеров.

Эта группа источников расположена в нижнем течении реки Гейзерная, близ её впадения в реку Шумную, на отрезке общей протяжённостью примерно 2,5 км. Там находится 20 крупных гейзеров и несколько сотен выходов термальных вод, выходящих в нижней части бортов каньона глубиной около 400—500 м, в русле реки и на дне озера Гейзерного, из которых течёт почти кипящая вода, температура которой превышает 95°C и поднимаются горячие паровые струи.
В настоящее время около двух третей долины засыпано крупным оползнем 2007 года.

## История

### Открытие долины
Долина гейзеров была открыта в апреле 1941 года геологом Кроноцкого заповедника Татьяной Устиновой и проводником-ительменом Анисифором Крупениным.
В апреле 1941 года вместе с наблюдателем заповедника, камчатским аборигеном Анисифором Павловичем Крупениным, я отправилась на собачьей упряжке — транспорте, который уже отошел в прошлое — чтобы поискать, куда же девается вода из кальдеры вулкана Узон. На Узоне я побывала с мужем, зоологом Юрием Викторовичем Авериным, в 1940 году, в год нашего приезда на Камчатку и начала работы в Кроноцком заповеднике.Татьяна Устинова
Время исследования — апрель — было выбрано не случайно, так как экспедиция предполагалась на собачьих упряжках, а в это время года на территории Кроноцкого заповедника ещё много снега, который покрывает непроходимые летом заросли кустарников. Поднимались вдоль устья реки Шумной. По ней тогда проходила граница заповедника. На схеме она не имела притоков, но Татьяна Устинова предположила, что у реки должен быть левый приток, несущий воду из Узона:
Вода в Шумной имела ирридирующий оттенок, который трудно описать. Он возникает у чистой пресной воды, если к ней примешивается в значительном количестве минеральная. Это укрепило меня в моих предположениях… и в конце дня мы увидели большой левый приток, впадающий в Шумную со стороны Узона, как я и предполагала.Татьяна Устинова
Татьяна Устинова и Анисифор Крупенин решили исследовать этот приток и рассчитывали дойти до реки текущей из кальдеры вулкана Узон, таким образом открытие гейзерной Долины на Камчатке явилось делом случайным, тем более, что на азиатском континенте гейзеров до этого никто не находил, они были известны на тот момент только в трёх местах земного шара: в Исландии, США и Новой Зеландии. Несмотря на то, что вулканических областей много, гейзеров мало, так как возникновение их требует наличия редко встречающихся термодинамических условий.
Погода была отличная… Встав пораньше, мы оделись, вернее разделись по погоде: гимнастерки, камлеи — белые рубашки длиной до колен из палаточной материи, предохраняющие от ветра и снега, обулись в высокие резиновые сапоги, взяли лыжи и отправились исследовать найденный приток Шумной… встали на лыжи и бодро побежали вверх по течению реки. Вскоре лыжи пришлось оставить… и дальше пошли по покрытому снегом склону, проваливаясь до колен… Шли, шли, а реки из Узона все нет. А ведь надо еще идти обратно, выбираться из долины. Пока раздумывали, впереди взлетел высокий столб пара, видимо, там был крупный горячий источник. Решили до него все же дойти. Погода все хуже, идем, а горячего источника нет, лагерь все дальше… С погодой в горах не шутят, решили идти обратно. Сели на снегу отдохнуть, съесть что взяли с собой. Вдруг с противоположного берега из маленькой парящей площадки… ударила прямо в нас косо направленная струя кипятка в сопровождении клубов пара и подземного грохота… Мы страшно перепугались, прижались друг к другу, сидим и не знаем, что нас ждет. Поведение вулканов непредсказуемо… И вдруг извержение кипятка прекратилось, некоторое время продолжались выбросы клубов пара, а затем все затихло и перед нами лежала небольшая парящая площадка, ничем не примечательная. Тут я опомнилась и завопила не своим голосом: «Гейзер!!!»Татьяна Устинова
Из-за погодных условий дальнейшее продвижение вдоль бассейна реки было невозможным, и исследователи приняли решение возвращаться в лагерь к кордону, а затем обратно в посёлок. Но Татьяне не терпелось продолжать исследование только что открытого гейзера, теперь уже и вместе с мужем и тогдашним директором заповедника:
В Кроноках я рассказала мужу и директору о своей находке, и мы дружно решили, что летом надо отправиться обследовать найденную нами теплую речку. Но летом директор уехал в Москву, Аверин остался за директора и покинуть поселок не мог. Отправились мы в июле 1941 года опять вдвоем с Крупениным с одной вьючной лошадью, которая везла наше лагерное оборудование и немногочисленные припасы.Татьяна Устинова
Второй раз пошли по другому пути, сначала по приморской низменности, затем, поднялись в высокогорную пустыню, обошли конуса вулкана Крашенникова, затем мимо конуса Савича и «…вышли к обрыву в глубокую долину. В ней было множество струй пара, которые усеивали её дно и склоны. Временами в разных местах взрывались фонтаны кипятка — гейзеры.» Так Татьяна Устинова и Анисифор Крупенин второй раз посетили долину, теперь уже на целых 4 дня имея целью непосредственное исследование и описание этого природного объекта.
Обошли весь активный участок долины, описали все найденные гейзеры, прохронометрировали стадии их деятельности и дали им имена, не увековечив ими друг друга, а по разумным соображениям. Самый большой гейзер - Великан. Гейзер, бьющий из щели - Щель. Гейзер, у которого во время извержений вода бьет из трех отверстий — Тройной. Найденный нами весной — Первенец. Работать было интересно, но и страшно. Режима источников мы не знали. В любой момент со склона, по которому мы проходили, могла выплеснуться на нас струя кипятка… Оказалось, что в палатке под спальными мешками холодная на ощупь почва прогревалась так, что мы спали как на печке, а в нескольких метрах от нашей палатки пасущаяся лошадь внезапно провалилась задними ногами, а из образовавшихся отверстий все время, пока мы были в долине, поднимался пар.Татьяна Устинова
Вернувшись на базу заповедника Татьяна Устинова рассказывает о достижениях и её муж, Аверин, который тогда замещал директора, посылает телеграмму в Управление заповедников в Москву. Но, в связи с началом Великой Отечественной войны, в ответной телеграмме научную работу велели прекратить, Устинову уволить, на место директора окончательно назначить Аверина, соблюдать строжайшую экономию. Таким образом до окончания войны исследования долины было приостановлено.
Татьяне Устиновой довелось побывать в долине ещё раз, после окончания войны. Этот поход совершили втроём: Аверин, Крупенин и Устинова. На этот раз была сделана детальная схема, описания, фотографии, взяты пробы воды.

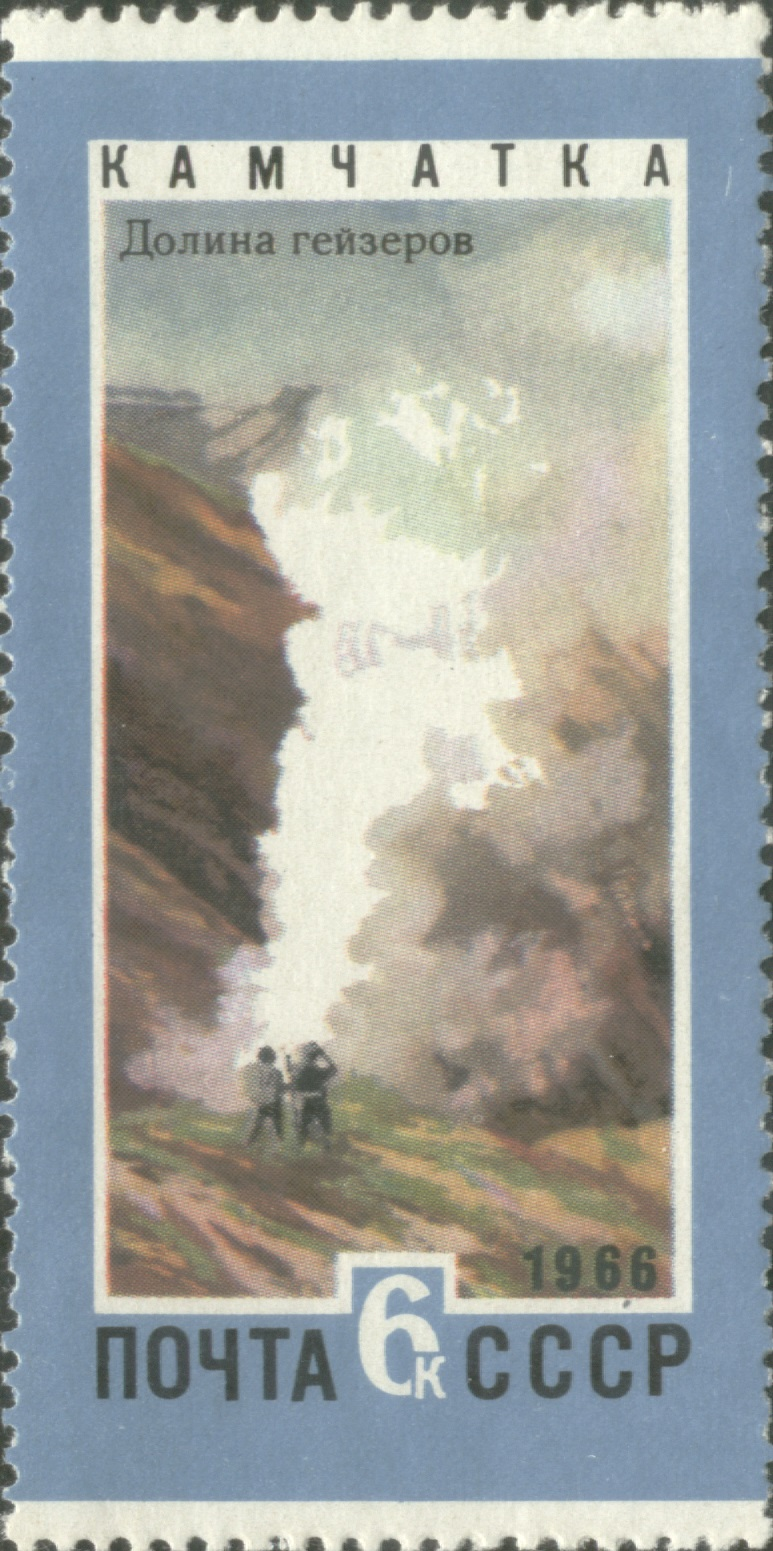
Марка СССР, 1966 г.

### Туризм
Как в советское время, так и после 1991 года Долина гейзеров была одним из самых посещаемых туристами мест Камчатки. Также Долина гейзеров является частью объекта Всемирного наследия ЮНЕСКО «Вулканы Камчатки».
С 1967 года в Долине гейзеров запрещён «дикий» туризм, а с 1977 года — туризм вообще.
В 1993 году после создания необходимой инфраструктуры долину снова открыли для посещения туристов. В год в долину приезжало более трёх тысяч человек.
Самостоятельный доступ туристов в Долину гейзеров строго ограничен.

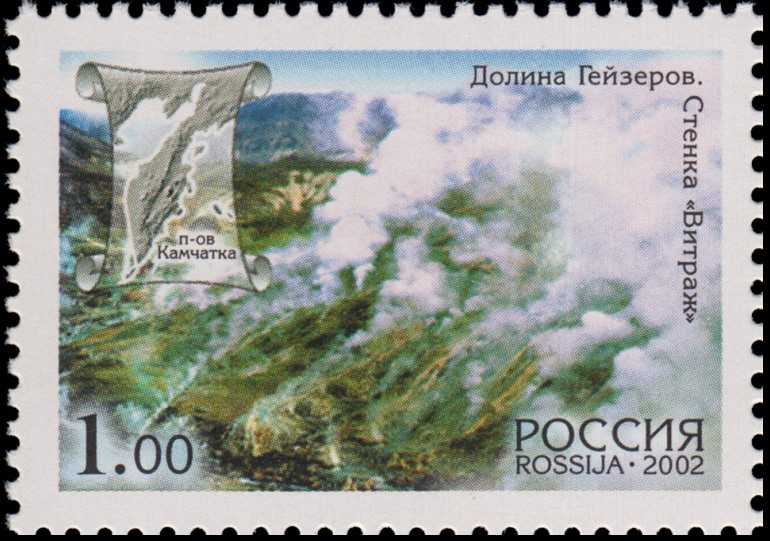
Стенка «Витраж» в Долине гейзеров на почтовой марке России 2002 года

В 2007 году глава Федерального агентства по туризму Владимир Стржалковский просил президента России Владимира Путина об увеличении квоты на посещение объекта туристами, на что получил ответ: «Это решение должно быть основано исключительно на мнении экспертов», который пресса трактовала как отказ.

## События

### Тайфун Эльза 1981 года
В 1981 году тайфун «Эльза» вызвал дожди, по причине которых уровень воды в реке Гейзерной поднялся на несколько метров. Грязевые потоки увлекали за собой по руслу трёхметровые валуны, разрушающие всё на своём пути. Пострадали многие источники, включая знаменитый Малахитовый грот. Гейзер Большая Печка исчез.

### Сель 2007 года

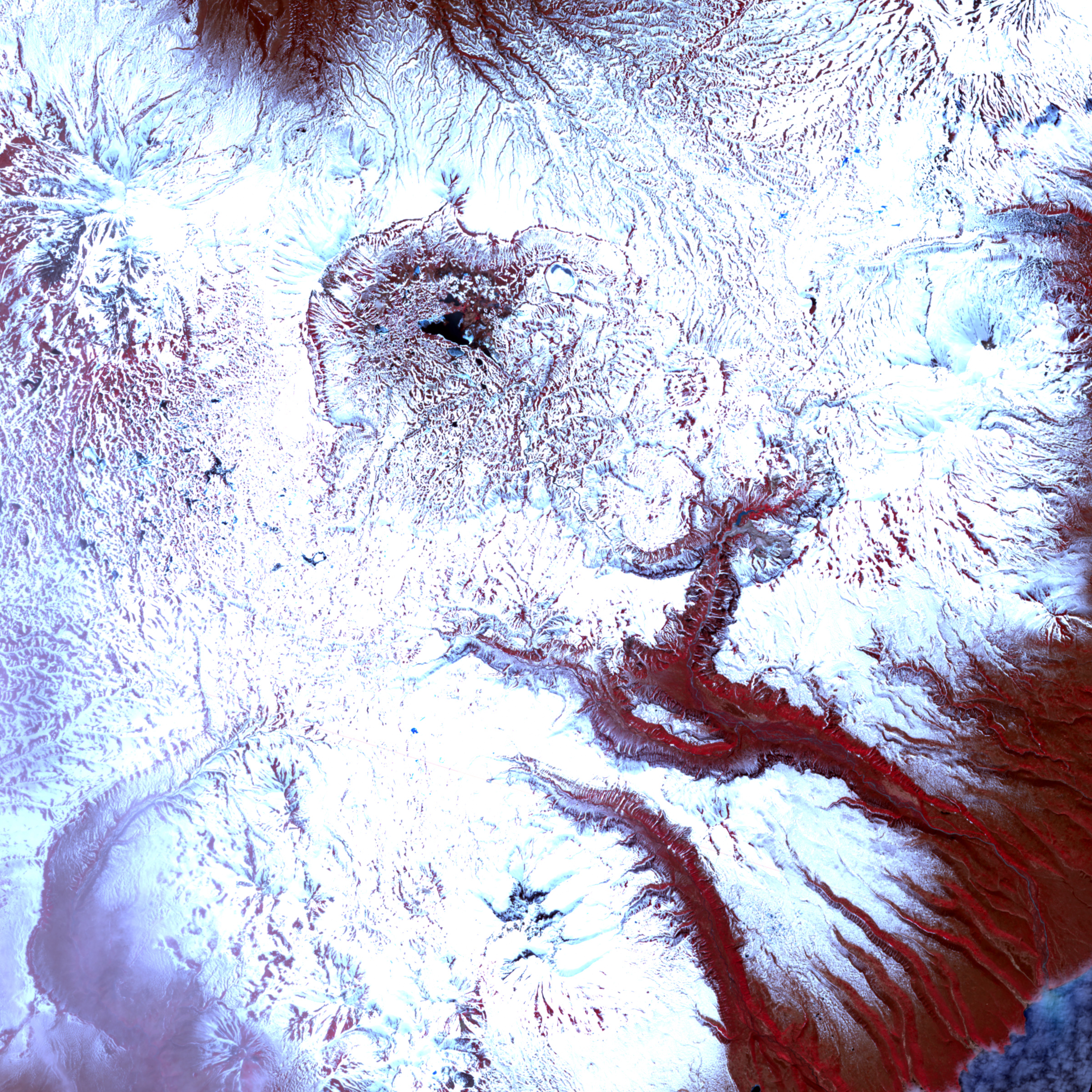
Инфракрасное изображение Долины гейзеров после оползня, 11 июня 2007 года.

3 июня 2007 года в Долине гейзеров произошла крупная геологическая катастрофа — сошёл гигантский оползень, сформировавший мощный селевой поток, перекрывший запрудой русло реки Гейзерной. Общий объём обрушенных пород оценивается примерно в 20 млн м³.
В этот день в 14:20 по местному времени сошёл гигантский по своим объёмам оползень в верховьях ручья Водопадный, сопровождавшийся мощным грязекаменным потоком. Он обрушился вниз по долине ручья Водопадный в сторону реки Гейзерной. Из сильно обводнённой грязекаменной массы в процессе сформировался селевой поток, который быстро достиг русла реки Гейзерной и, образовав высокую запруду, устремился вниз по руслу Гейзерной, остановившись только у Триумфальных ворот. Одновременно с этим во вторую фазу геологического катаклизма продолжилось обрушение оползневых уступов в верховьях ручья Гейзерный, в результате которых сформировались безводные обломочные лавины, спустившиеся вниз вдоль тела оползня, завершив формирование дамбы. Один из языков обломочных лавин остановился в нескольких метрах от вертолётной площадки и визит-центра заповедника.
Жертв удалось избежать — находившиеся в долине туристы и персонал не пострадали, они были срочно эвакуированы. С 3 июня до 20 июля Долина гейзеров была закрыта для туристов. За это время были восстановлены две вертолётные площадки и экскурсионные тропы.
В верховьях ручья Водопадный сформировался единый амфитеатр обрушения с уступом отрыва высотой до 150 метров, протяжённость оползнево-селевых масс составила на 1,7 км при ширине 200—400 метров. Массив оползня, достигший каньона реки Гейзерная, сформировал высокую каменно-набросную дамбу высотой около 50 — 60 метров, перекрывшую реку. Все последующие дни шёл рост запрудного озера и затопление множества уникальных объектов Долины гейзеров. 7 июня уровень озера достиг максимальной отметки, были затоплены многие гейзеры, в том числе Большой, когда вечером в 19:30 начался перелив воды через плотину. В ходе прорыва дамбы в течение 4 часов уровень озера упал на 9 метров.
6 июня 2007 года глава Министерства природных ресурсов России Юрий Трутнев заявил, что государство предпримет все возможные меры для сохранения природного памятника. Вместе с тем, он признал, что в прежнем виде Долина гейзеров существовать уже не будет.
30 июля 2007 функционировало 20 крупных и средних гейзеров из сорока двух. 13 гейзеров, в том числе гейзер «Большой», находились под водой озера, образовавшегося в результате перекрытия реки Гейзерной селевым потоком.
20 сентября 2007 года в Долине ожил гейзер Большой, находившийся под водой около трёх месяцев, и работает практически так же, как до схода селевого потока на Долину 3 июня.
По сообщению министра природных ресурсов Камчатского края Юрия Гаращенко от 14 мая 2008 года, все источники, кроме гейзера Малого, работают в обычном или близком к обычному, режиме, и обстановка в Долине стабилизировалась. Малый гейзер находится пока под 5-7 метровым слоем воды, но проявляет свою активность в виде теплового потока.

### Другие события
- Самовосстановление в 2013 году.

В сентябре 2013 года новый сель восстановил гейзеры и увеличил их число.
- Оползень 2014 года.

Крупный оползень произошёл 4 января 2014 года.

## Список основных гейзеров

### До селя 2007 года

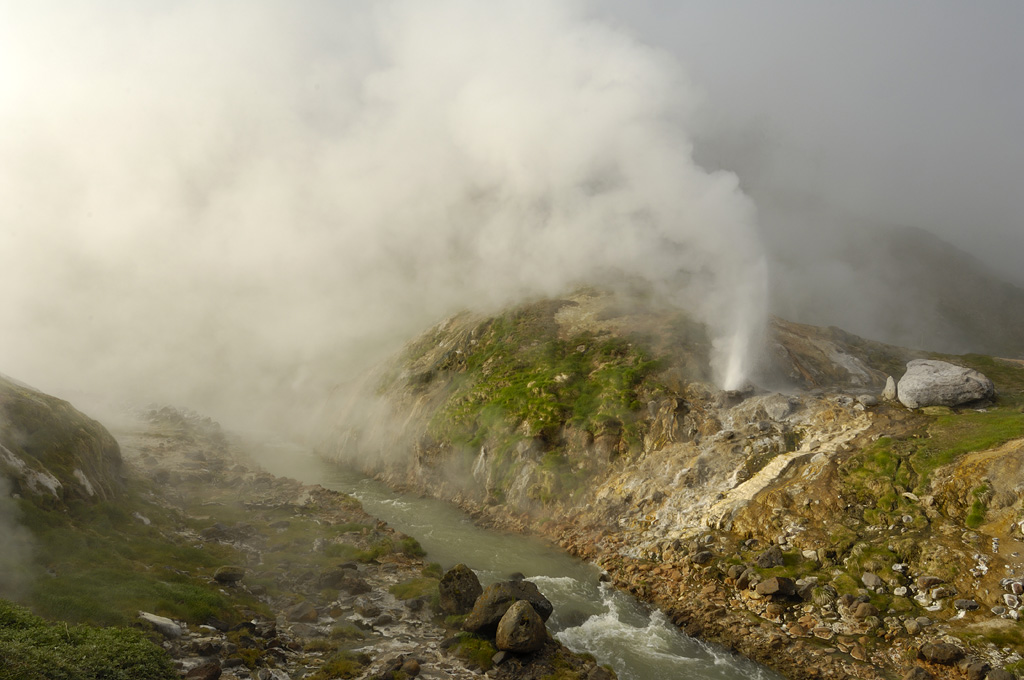
Извержение гейзера Жемчужный

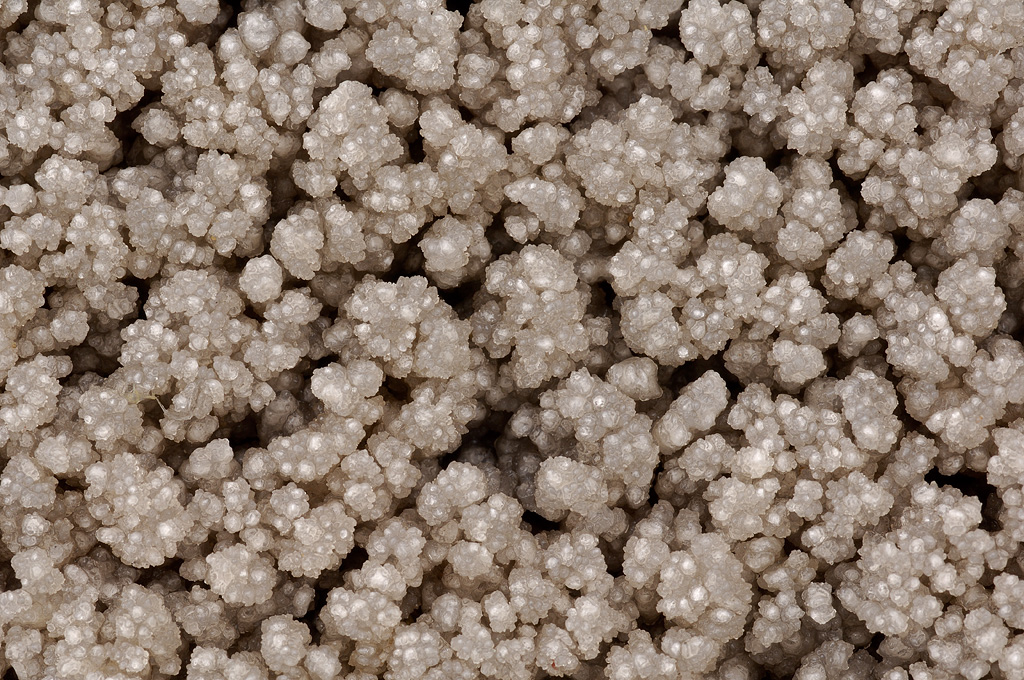
Гейзерит гейзера Жемчужный

- Первенец — первый гейзер, который увидели Татьяна Устинова и Анисифор Крупенин во время своего исследования притока реки Шумная. Единственный гейзерный участок, лежащий вне долины р. Гейзерной.
- Великан
- Щель — струя пара бьёт из щели
- Тройной — три струи пара
- Малахитовый грот
- Жемчужный
- Сахарный
- Конус
- Фонтан
- Малый
- Большой
- Двойной
- Непостоянный
- Ворота Ада

### После селя 2007 года
В результате схода оползня:
- 7 гейзеров оказались под завалами:
  - Первенец (однако напором воды глиняные массы всё больше размываются, что вызывает обоснованную уверенность, что гейзер освободится);
  - Тройной;
  - Сахарный;
  - Недоступный;
  - Сосед;
  - Шило;
  - Малютка;
- разрушены базальтовые скалы Ворота;
- сильные повреждения получила гейзеритовая постройка источника Малахитовый грот;
- затопленными оказались гейзеры:
  - Скалистый;
  - Текучий;
  - Конус;
  - Буратино;
  - Малый;
  - Малая печка;
  - Большой (однако при понижении воды в озере гейзер начинает работать в прежнем режиме);
  - Борода;
- последние годы работают в режиме гейзеров источники:
  - Ванна;
  - Новый фонтан;
- появился новый гейзер Младенец;
- образовалось озеро Гейзерное; этот водоём с бирюзовой водой и постоянной температурой в настоящее время активно заселяется первыми водорослями и водными беспозвоночными;
- изменилось русло реки Гейзерной.

## Дополнительные факты
- В 1972 году в Долине гейзеров проходили съёмки фильма «Земля Санникова»[20].
- Часть долины заходит в кальдеру вулкана Узон, в которой в 2008 году произошло формирование гейзера Мутный.